# Nitin Bose

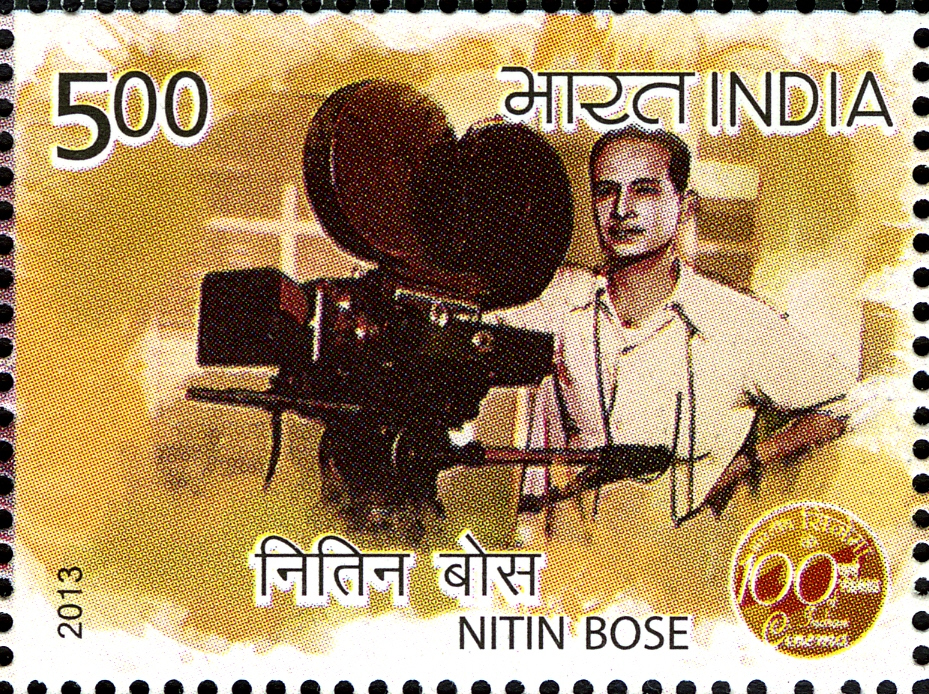
Nitin Bose

Nitin Bose (Calcutta, 26 aprile 1897 – Calcutta, 14 aprile 1986) è stato un regista, sceneggiatore e direttore della fotografia indiano.

## Filmografia parziale

### Regista
- Daku Mansoor (1934)
- Chandidas (1934)
- Bhagya Chakra (1935)
- Dhoop Chhaon (1935)
- President (1937)
- Jiban Maran (1938)
- Dharti Mata (1938)
- Dushman (1939)
- Lagan (1941)
- Milan (1946)
- Noukadubi (1947)
- Drishtidan (1948)
- Deedar (1951)
- Kathputli (1957)
- Gunga Jumna (1961)
- Nartaki (1963)
- Samaanta (1972)

### Direttore della fotografia
- Devdas (1928)
- Dena Paona (1931)
- Natir Puja (1932)
- Chirakumar Sabha (1932)
- Yahudi Ki Ladki (1933)
- Rajrani Meera (1933)
- Puran Bhagat (1933)
- Chandidas (1934)
- Bhagya Chakra (1935)
- Dhoop Chhaon (1935)
- President (1937)
- Dharti Mata (1938)
- Dushman (1938)

### Sceneggiatore
- Dhoop Chhaon (1935)
- Bhagya Chakra (1935)
- President (1937)
- Dharti Mata (1938)
- Dushman (1939)

## Premi e riconoscimenti
- Dadasaheb Phalke Award (1977)